# A budapesti Katona József Színház 2009/2010-es színházi évadja
A Budapesti Katona József Színház 2009/2010-es évadja. A teátrum szócikkéhez kapcsolódó fejezet.
Az évadnyitó társulati ülés időpontja: augusztus 24. Ekkor osztották ki a Vastaps Alapítvány díjait. Részletesen lásd: A budapesti Katona József Színház 2008/2009-es színházi évadja

## A társulat tagjai
| - Ascher Tamás rendező - Bán János - Bezerédi Zoltán - Bodnár Erika - Bozsik Yvette koreográfus, rendező - Dankó István - Elek Ferenc - Fekete Ernő - Fullajtár Andrea - Gothár Péter rendező - Hajduk Károly - Haumann Péter - Jordán Adél - Keresztes Tamás | - Kocsis Gergely - Kovács Lehel - Kun Vilmos - Lengyel Ferenc - Mattyasovszky Bence ügyvezető igazgató - Máté Gábor színész, főrendező - Máthé Erzsi - Mészáros Béla - Nagy Ervin - Olsavszky Éva - Ónodi Eszter - Pálmai Anna - Pelsőczy Réka | - Rajkai Zoltán - Rezes Judit - Sáry László zenei vezető - Szacsvay László - Szirtes Ági - Takátsy Péter - Tenki Réka - Tóth Anita - Török Tamara dramaturg - Ujlaki Dénes - Ungár Júlia dramaturg - Vajdai Vilmos - Várady Zsuzsa dramaturg - Zsámbéki Gábor igazgató |

## Bemutatók
- Ödön von Horváth: Mesél a bécsi erdő. Bemutató: 2009. november 6. Rendező: Zsámbéki Gábor. Színlap:
- Weöres Sándor: A kétfejű fenevad. Bemutató: 2010. február 21. Rendező: Máté Gábor. Színlap:[halott link]
- Pierre de Marivaux: A szerelem diadala. Bemutató 2010. április 23. Rendező: Ascher Tamás Színlap:[halott link]

Kamra
- Leonyid Andrejev: Kutyakeringő. Bemutató: 2009. november 8. Rendező: Gothár Péter. Színlap:
- Pedro Calderón de la Barca: Az élet álom Bemutató: 2010. január 30. Rendező: Kovács Dániel eh. Színlap:
- Gyász - A Tünet Együttessel megvalósított koprodukció. Színlap

Sufni
- Mese a fabánról. Lakatos György sorozata. Közreműködik: Ónodi Eszter és Bezerédi Zoltán.
- Mennyekbe vágtató prolibusz. Fekete Ernő Weöres Sándor estje. Bemutató: 2010. március 10. [ halott link]]

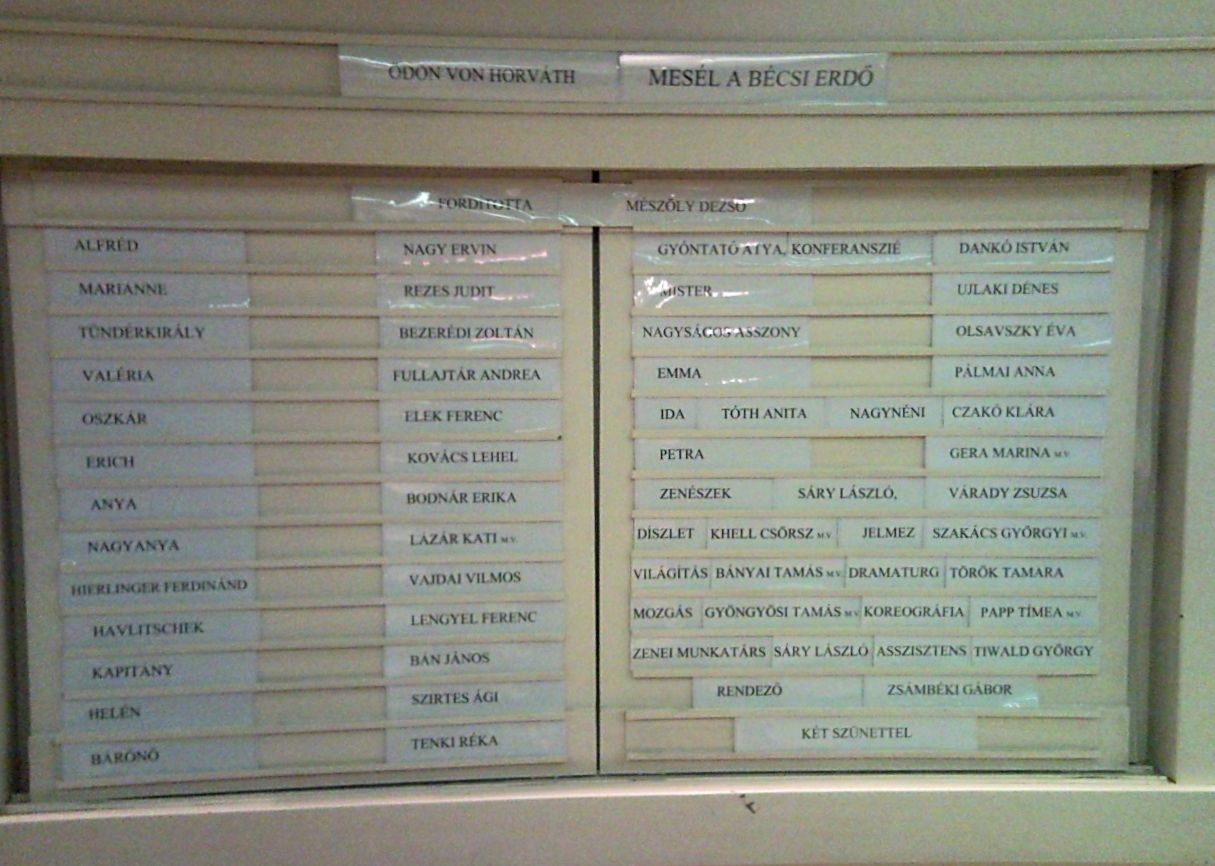
Mesél a bécsi erdő
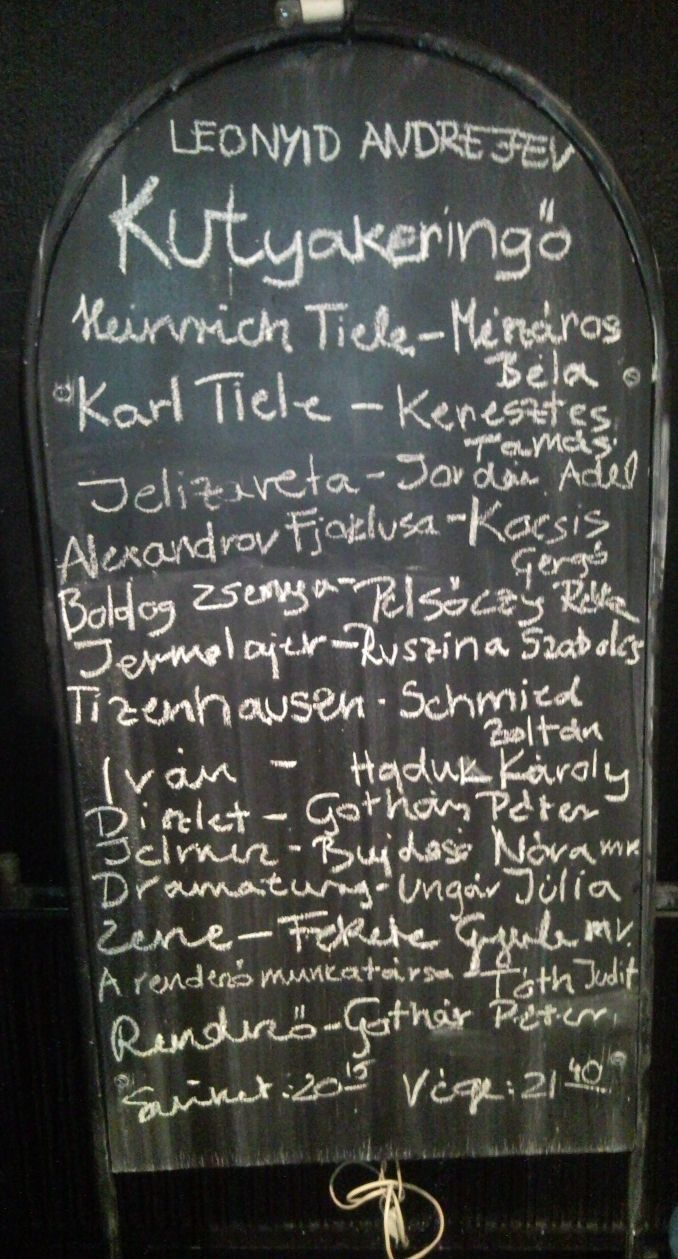
Kutyakeringő
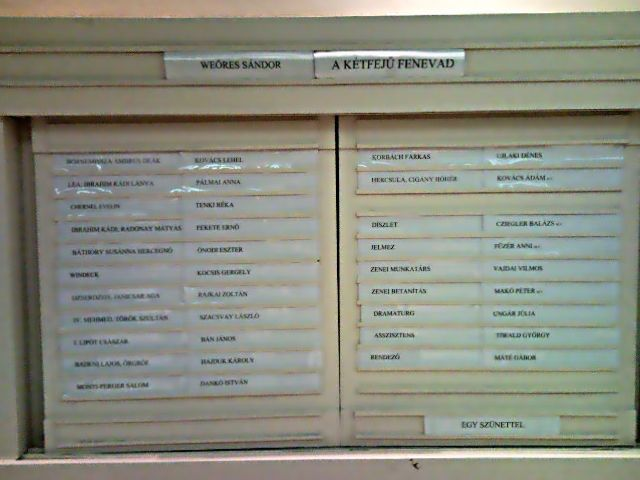
A kétfejű fenevad
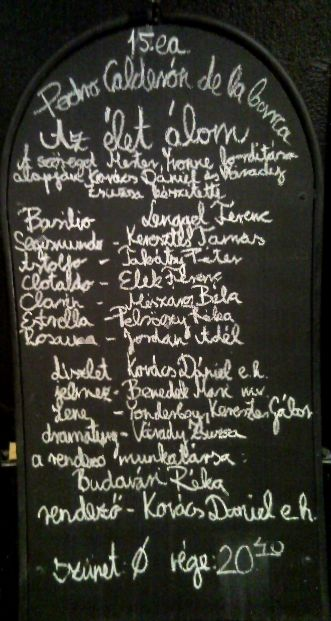
Az élet álom

## További repertoárdarabok

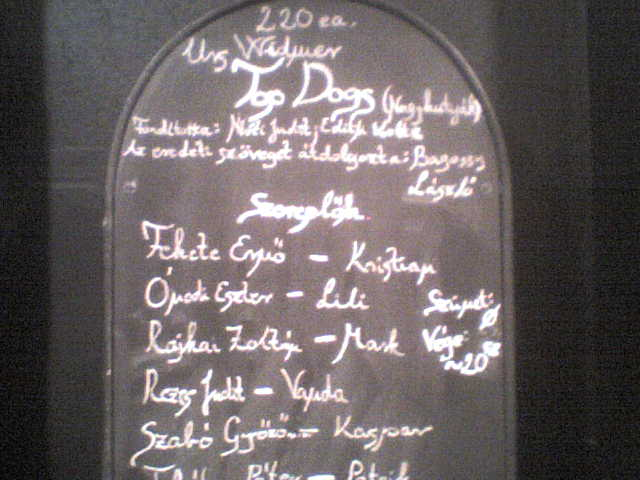
Top Dogs
220. előadás

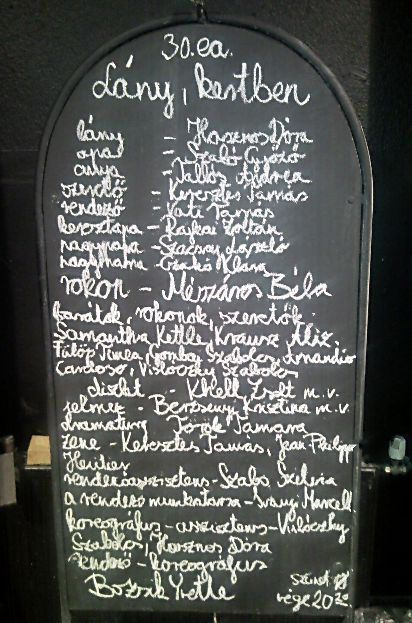
Lány, kertben
2010. április 28.

| - Elnöknők: Bemutató időpontja: Kamra 1996. május 18. Színlap: - Portugál: Bemutató időpontja: Kamra 1998. október 18. Színlap: Változás a bemutató óta: Bese szerepében, Dévai Balázst, Hajduk Károly váltotta. - Top Dogs: Bemutató időpontja: Kamra 2002. április 20. Színlap: Változás a bemutató óta: Anna szerepében, Bertalan Ágnes helyén vendégként, Tóth Ildikó - Koccanás Bemutató:2004. január 4. Színlap - Ivanov Bemutató: 2004. március 27. Szín Ledarálnakeltűntem Bemutató: 2005. január 28. [htlap: - Ledarálnakeltűntem Bemutató: 2005. január 28. Színlap: - A vadkacsa Bemutató: 2007. január 16. Színlap: - A karnevál utolsó éjszakája Bemutató: 2007. március Színlap: - Trakhiszi nők Bemutató: 2007. január 18. szezon Színlap: - Mi ez a hang Bemutató: A38 Hajó, 2007. június Színlap: | - Sáskák Bemutató: 2008. május 19. Színlap: - Barbárok Bemutató: 2008. november 14. Színlap: - Kétezerhetvenhét Bemutató: 2008. november 15. Színlap: - Notóriusok sorozat V. - "rombolni nem színházat építeni szívesen" Bemutató: 2008. december 6. Színlap: - Lány, kertben. Bemutató: 2009. február 13. Színlap: - A hős és a csokoládékatona Bemutató: 2009. április 24. Színlap: - Éhség Bemutató: 2009. április 25. Színlap: - Június 12-én tévé felvétel miatt rendkívüli előadáson az Ivanovék karácsonya. |

## A bemutatók vendégművészei és egyetemista közreműködői, alkotói
| - Mesél a bécsi erdő - Lázár Kati (Nagyanya) - Gera Marina (Petra) - Khell Csörsz (díszlettervező) - Szakács Györgyi (jelmeztervező) - Bányai Tamás (világítás) - Kutyakeringő - Ruszina Szabolcs (Jermolajev) - Schmied Zoltán (Tizenhauzen) - Bujdosó Nóra (jelmeztervező) - Fekete Gyula (zene) - Az élet álom - Kovács Dániel, e.h. (rendező, díszlettervező) - Benedek Mari (jelmeztervező) - A kétfejű fenevad - Kovács Áron (Hercsula, Hajdar, Savoya, Janicsár) - Cziegler Balázs (díszlettervező) - Füzér Anni (jelmeztervező) - Makó Péter (zenei munkatárs) | - A szerelem diadala - Huzella Júlia; Pálos Anna eh. - Khell Csörsz (díszlettervező) - Szakács Györgyi (jelmeztervező) - Bányai Tamás (világítás) - Keresztes Gábor (zeneszerző) - Gyász - Szabó Réka és a Tünet Együttes - Márkos Albert (zeneszerző) - Bagossy Levente (díszlettervező) - Nagy Fruzsina (jelmeztervező) - Szertes Attila (fény és díszlettervező) |  |

## Beugrások
- Kovács Lehel sérülése miatt[2]
  - Pálmai Anna: Koccanás (rendőr)
  - Rajkai Zoltán: Mesél a bécsi erdő (Erich)
  - Keresztes Tamás: Barbárok (Drobjazgin)

## Családi tradíciók
A "Mesél a bécsi erdő" című darabban -"A karnevál utolsó éjszakája", a "Trakhiszi nők" és a "Barbárok" után- ismét együtt szerepel, anya és lánya: Szirtes Ági és Pálmai Anna. Az "első generáció", Szirtes Ádám a Nemzeti Színház tagjaként számos alkalommal szerepelt a Petőfi Sándor utcában. Többek között A nők iskolája, A Nyugati világ bajnoka és a Kiáltás című darabok színlapjain találkozhatunk nevével.
Szirtes Ádám a "Katona" színpadán 
Az Ödön von Horváth műben vendégként, újra a "Katona" színpadára lép Lázár Kati. Lánya, Jordán Adél, aki a színház tagja, nem szerepel ebben az előadásban, így elmaradt a nagy találkozás. Érdekességként meg kell említeni, hogy az édesapa: Jordán Tamás vendégként szintén megfordult ezeken a deszkákon, játszott és rendezett is itt.
Az Egri Gárdonyi Géza Színház előadásában több alkalommal színre került az Alíz című darab. Az előadás egyik szereplője Vajda Milán, a "Katona" alapító tagjának Vajda Lászlónak a fia. Vajda Milán korábban a Motel című darabban, vendégként is szerepet kapott.

## Külföldi vendégszereplések
- Ivanovék karácsonya - Pilsen (2009. szeptember 12.)
- Barbárok - Szentpétervár (2009. szeptember 15. - 2009. szeptember 16.)
- Ivanov - Szentpétervár (2009. szeptember 17. - 2009. szeptember 18.)
- A néger és a kutyák harca Metz (2009. október 22.)
- A hős és a csokoládé katona Trentó 2009. december 18–19.
- Ledarálnakeltűntem Prága 2010. május 18.

## Jubiláló előadások

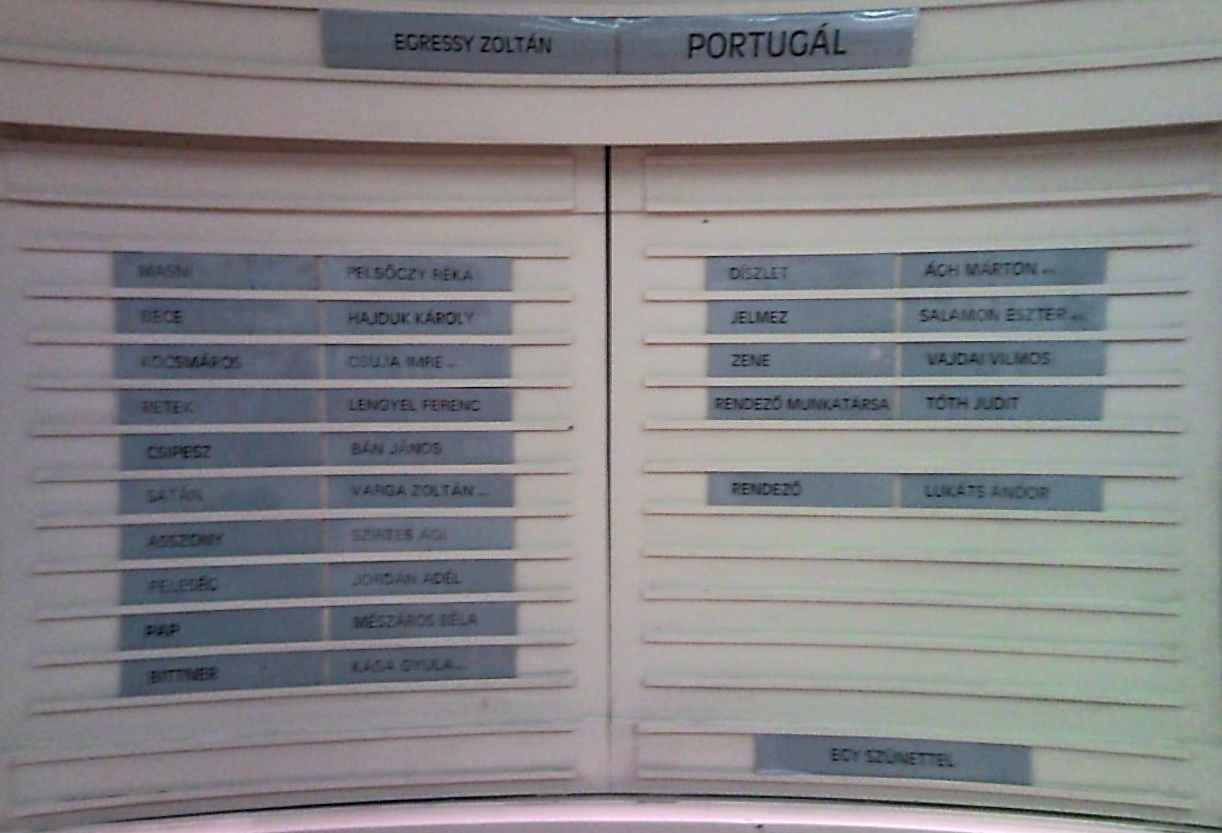
A Portugál háromszázadik előadásának színlapja

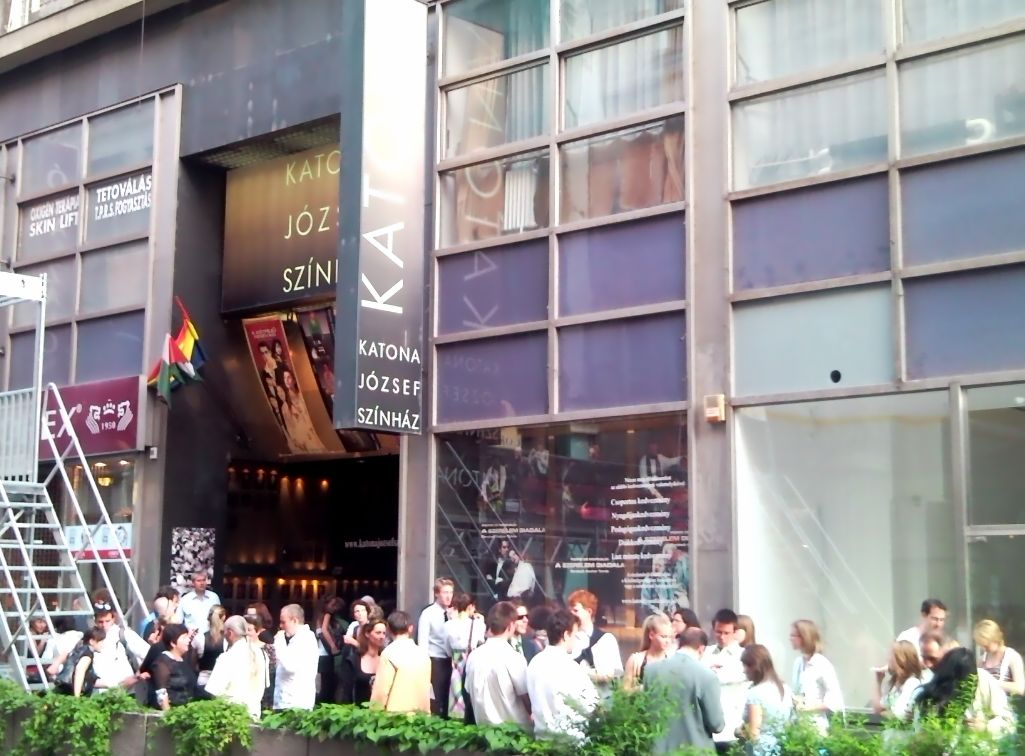
A háromszázadik Portugálra várva

- 2010. február 1. Trakhiszi nők: 50. előadás
- 2010. június 4. Kutyakeringő: 25., utolsó előadás
- 2010. június 7. Portugál: 300. előadás

Az előadás bemutatója a "Kamrában" volt 1998. október 18-án. A nagy sikerre való tekintettel, a százötvenedik előadástól már a nagy színházban játszották. A szereposztás változásai: Bece szerepét Dévai Balázs-tól, a 153. előadástól Hajduk Károly vette át. A pap szerepét kettős szereposztásban játsszák. Takátsy Péter mellett Mészáros Béla alakítja a sportos, alkoholt sem megvető papot. Újabban a feleség szerepét Jordán Adél vette át Ónodi Esztertől.
A színház első, több százas szériát elérő darabja a Három nővér (238) volt. A jelenleg is repertoáron szereplő Top Dogs a 243. előadásnál tart. A legtöbbet – száznál többször – játszott produkciók közé tartoznak a repertoár további darabjai: az Elnöknők, a Ledaráltakeltűntem, valamint az Ivanov és a Koccanás is.
A színház korábbi százas szériás előadásai: Budapest Orfeum, Galócza, Talizmán

## Búcsúzó repertoárdarabok
- A karnevál utolsó éjszakája 2009. december 21.
- "rombolni nem színházat építeni szívesen" 2010. január 16.
- Kétezerhetvenhét 2010. január 24.
- Trakhiszi nők 2010. április 30.
- Sáskák 2010. május 21.[4]
- Barbárok 2010. május 31.
- Kutyakeringő 2010. június 4.

## Vendégszereplések a Katonában
- Egri Gárdonyi Géza Színház: Aliz (Októbertől repertoárszerűen)
- Budapest bár. Lemezbemutató koncert
- Én egy szemüveges kisfiú vagyok. KÉK Produkció és a Művészetek Völgye előadása. Rendező: Pelsőczy Réka
- És a nyolcadik napon. Szalay Kriszta Társulatának előadása
- Zalaegerszegi Hevesi Sándor Színház: Füst Milán Boldogtalanok
- Nyíregyházi Móricz Zsigmond Színház: Csehov: Ivanov
- Budapesti Kamaraopera: Il Tigrane

## Díjak
- Vidor Fesztivál[5] 
  - Smeraldina-díj: Pálmai Anna (Rafináltan természetes, energikus színpadi jelenlétéért)
  - I musicanti-díj: Monori András, Várady Szabolcs (Az előadás stílusát meghatározó élő muzsikáért és szellemes szövegért)
- Színikritikusok díjai. A 2008–2009-es évad díjait, 2009. szeptember 25-én adták át. A "Katona" díjazottjai az aktuális évadnál megtalálhatók
- Aase-díj: Kun Vilmos[6]
- 2010. március 15-én
  - Bezerédi Zoltán Kossuth-díj
  - Bodnár Erika kiváló művész
  - Fekete Ernő érdemes művész
  - Érdemes művész díjat vehetett át Csuja Imre, aki vendégként több darabban is szerepet kapott. Több mint tíz éve alakítja a színház egyik legsikeresebb produkciójának, a Portugálnak egyik főszerepét.
  - Elek Ferenc Jászai Mari-díj
  - Kocsis Gergely Márciusi Ifjak díj
- A Vastaps Alapítvány díjai[7]
  - A legjobb rendezés: Máté Gábor (A kétfejű fenevad)
  - A legjobb női főszereplő: Rezes Judit (Mesél a bécsi erdő)
  - A legjobb férfi főszereplő: Mészáros Béla (Kutyakeringő; A szerelem diadala)
  - A legjobb női mellékszereplő: Szirtes Ági (A szerelem diadala)
  - A legjobb férfi mellékszereplő: Elek Ferenc (Mesél a bécsi erdő; Az élet álom)
  - Különdíj: Fekete Ernő (Mennyekbe vágtató prolibusz)
- Máthé Erzsi-díj: Mészáros Béla[8]

Kapcsolódó fejezetek: